# Tornant del tros
Tornant del tros és una pintura de Joan Llimona realitzada el 1896 que actualment forma part de la col·lecció permanent del Museu Nacional d'Art de Catalunya. Destaca perquè sota de la pintura que s'hi observa, actualment s'hi amaga una altra obra del mateix autor, coneguda amb el nom de La mort sobtada. Són dues obres pintades una sobre l'altra al mateix llenç. Aquesta peculiaritat ha fet que se li hagin dedicat diversos estudis, a partir d'anàlisis històriques i físiques, amb l'objectiu de donar-la a conèixer i alhora poder verificar-la.

## Autor
Joan Llimona i Bruguera (Barcelona 1860-1926) fou un pintor català del Modernisme i màxim representant de la branca misticista, en concret ortodoxament catòlic. Va estudiar a l'Escola Llotja i als prestigiosos tallers de Ramón Martí Alsina i d'Antoni Caba. Va estudiar arquitectura, sense finalitzar la carrera. És germà de l'escultor Josep Llimona, amb qui visqué a Itàlia durant quatre anys i pare de la també pintora Núria Llimona Raymat i de la il·lustradora Mercè Llimona i Raymat. La seva gran religiositat va influir molt a la seva obra; va fundar el Cercle Artístic de Sant Lluc juntament amb el seu germà i altres artistes i també es va dedicar a la pintura mural. Va morir a Barcelona el 1926.

## Història

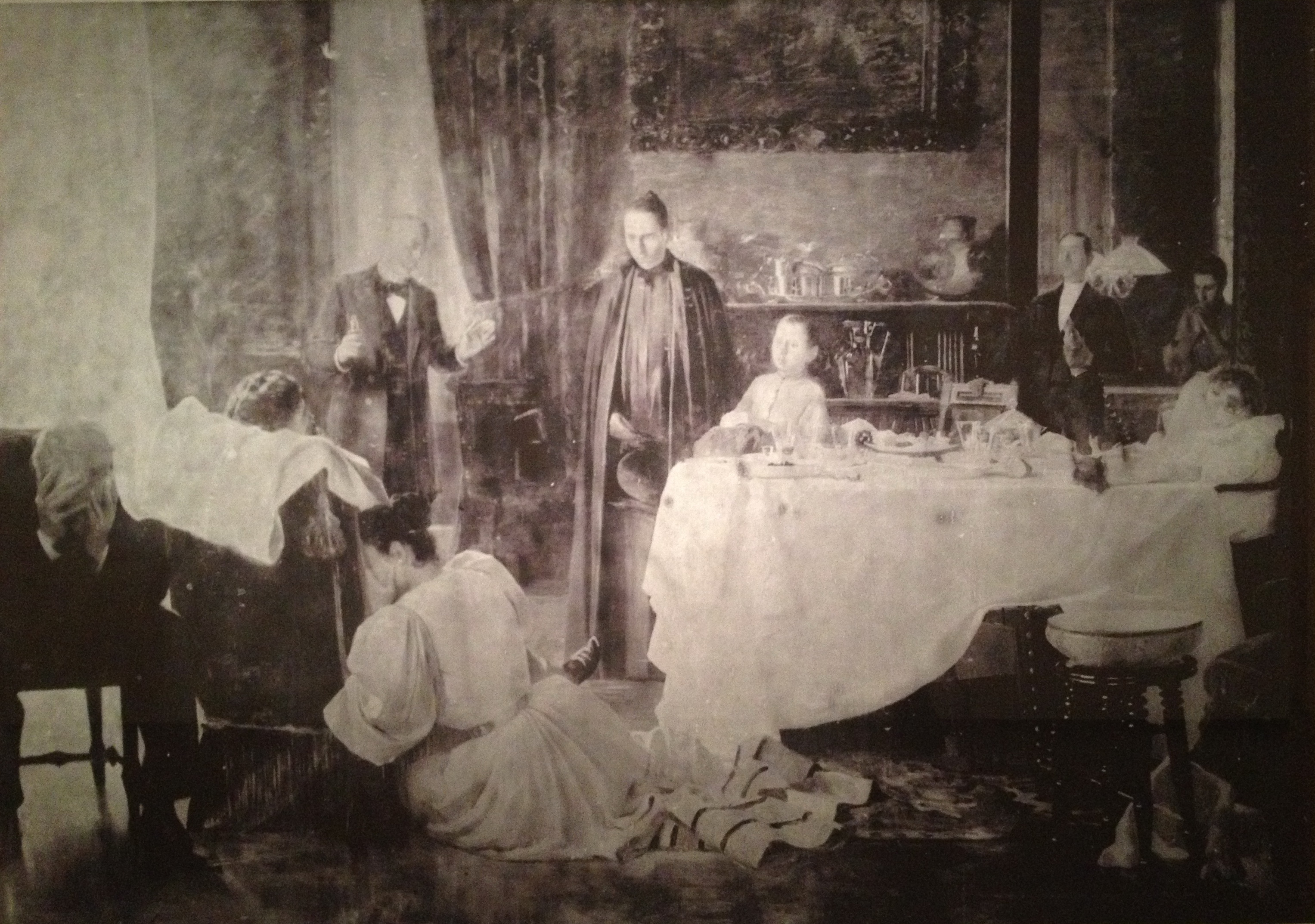
La Mort Sobtada abans de ser repintada per Llimona

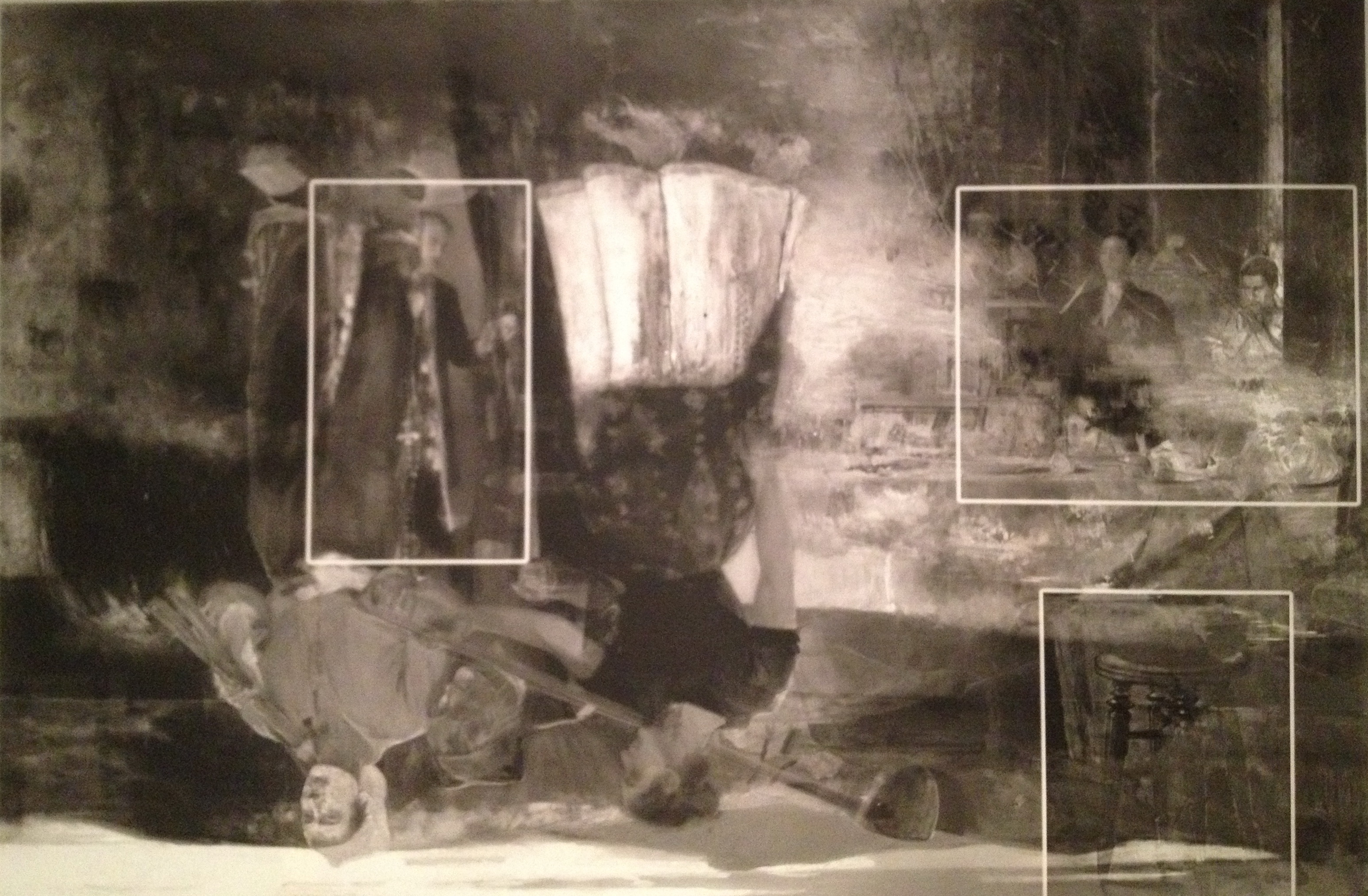
Reflectografia on s'aprecien restes de l'obra subjacent, presentades a l'exposició "MNAC Restaura" (2012)

La primera notícia d'aquesta superposició ens arriba a través de l'article Dues pintures de Joan Llimona, una damunt l'altra, publicada el 1937 per Josep F. Ràfols al Butlletí dels Museus d'Art de Barcelona, on l'obra subjacent apareix referida per primera vegada com La mort sobtada i on també es publica l'única fotografia que es coneix de l'obra, conservada per l'esposa del pintor.
A les darreries del 1893, la Sala Parés va acollir la primera mostra del Cercle Artístic de Sant Lluc, tot just quan aquesta institució acabava de néixer. Joan Llimona va exposar diverses obres, una d'elles de gran format que portava per títol, gravat al marc, aquesta frase de l'Apocalipsi: "Si no velares vendré a ti como ladrón y no sabrás a qué hora vendré",［Apocalipsi 3:3］ títol original de La mort sobtada.
Aviat, la crítica artística es va fer ressò d'aquesta mostra i, en general, va expressar una opinió desfavorable sobre aquesta obra de Llimona, cal destacar la columna dedicada per Raimon Casellas a La Vanguardia:
| « | […]en medio de nuestros aplausos y alabanzas, no dejamos nunca de señalar al artista el riesgo que corría de anularse, sino ponía coto a sus ambiciones e propaganda fidae. El lienzo de hoy, detestable como obra de arte resulta ridículo como obra de enseñanza y predicación […], el Llimona apostòlico ha destrozado al Llimona artista y el Llimona artista ha reducido a la nada al Llimona predicador. Así nos hemos quedado de un solo golpe sin pintor y sin apóstol. | » |

A partir de l'allau de crítiques negatives rebudes per l'obra de Llimona –uns la rebutjaven per la seva finalitat doctrinària, d'altres perquè emprava una tècnica pictòrica massa moderna, altres per la manca d'emoció estètica i fins i tot pel seu estil realista o "modernista"–, La mort sobtada havia quedat qüestionada en els aspectes fonamentals pels quals havia estat concebuda, la finalitat estètica i també la ideològica. Així doncs, l'artista, amb el lògic desconcert que li devia haver causat aquella situació de rebuig unànime, va decidir fer desaparèixer l'obra perquè no es pogués veure mai més.
El 1896 Llimona va presentar Tornant del tros a la Tercera Exposició de Bellas Artes e Industrias Artísticas, reconciliant-se de nou amb la crítica i, més concretament, amb Raimon Casellas, qui escriu una ressenya a La Vanguardia descrivint el caràcter místic de l'obra i relacionant-la amb L'Àngelus de Jean-François Millet.
A partir de diversos documents de premsa de l'època i publicacions especialitzades, com el Butlletí dels Museus, a més de comptar amb la imatge fotogràfica de l'obra, s'ha pogut esbrinar que Llimona va girar el llenç i va pintar una nova composició a sobre.
Actualment, mitjançant radiografies, reflectografies i anàlisis estratigràfiques, s'han ampliat els coneixements que es van reflectir en el catàleg de l'exposició que el Museu Nacional d'Art de Catalunya va dedicar als germans Llimona el 2004.
El quadre va ingressar al museu amb el número de registre 010818-000, fruit d'una adquisició de la Junta de Museus a la «Tercera Exposició de Belles Arts i Indústries Artístiques» de Barcelona, el mateix any que fou pintat, el 1896.

## Descripció
A l'obra actual s'hi poden veure dos camperols vestits a la manera catalana de l'època acompanyant un tercer home d'edat molt avançada, que seria el seu pare. Com a bon integrant del Cercle Artístic de Sant Lluc, Joan Llimona empra la força del seu art al servei de la seva ideologia cristiana. L'obra actual representa el món rural de l'estany de Banyoles, amb una escena capvespral, que glorifica la vida camperola.

## Anàlisi
L'obra desprèn una idealització de la figura del camperol, on es demostra la profunda religiositat de Llimona i el seu alineament amb els postulats de Josep Torras i Bages. La dona que apareix al quadre es contraposa a la figura de la dona modernista.
Diversos crítics comparen l'obra amb treballs de Jean-François Millet.

## Premis i reconeixements
1896- Primera medalla a l'Exposició de Belles Arts de Barcelona

## Exposicions temporals
- 1993 - Pia Almoina de Barcelona, 100 anys del Cercle Artístic de Sant Lluc[11]